# Tabivere
Tabivere era un comune rurale dell'Estonia orientale, nella contea di Tartumaa (prima del 2017 faceva parte della contea di Jõgevamaa) Il centro amministrativo era l'omonimo borgo (in estone alevik).
Nel 2017 è stato inglobato  nel comune di Tartu.

## Località
Oltre al capoluogo, il comune comprende 24 località (in estone küla):
Elistvere - Juula - Kaiavere - Kaitsemõisa - Kärksi - Kassema - Kõduküla - Kõnnujõe - Koogi - Kõrenduse - Lilu - Maarja-Magdaleena - Otslava - Õvanurme - Pataste - Raigastvere - Reinu - Sepa - Sortsi - Tormi - Uhmardu - Vahi - Valgma - Voldi